# استخوان‌های میخی
استخوان‌های میخی یا گوه ای به (به انگلیسی: کونئیفرم Cuneiform bone) سه تا از استخوان‌های مچ پای انسان هستند. نام این استخوان‌ها به ترتیب قرارگیری خارجی، میانی و داخلی هستند. این استخوان‌ها تقریباً در وسط مچ پا قرار دارند و از عقب با استخوان ناوسان (ناویکولار) پا و از جلو با استخوان‌های اول تا سوم کف پا مفصل شده‌اند.
مفاصل ناحیه قسمت میانی مچ پا عبارتنداز: مفصل تالوناویکولار (مفصل قاپی-ناوی)، مفصل کالکانئوکوبویید (مفصل پاشنه‌ای-مکعبی)، مفصل کونئوناویکولار (مفصل میخی-ناوی)، مفصل اینترکونئیفورم (مفصل بین میخی)، مفصل کونئوکوبویید (مفصل میخی-مکعبی) و مفصل کوبوییدوناویکولار (مفصل مکعبی-ناوی)

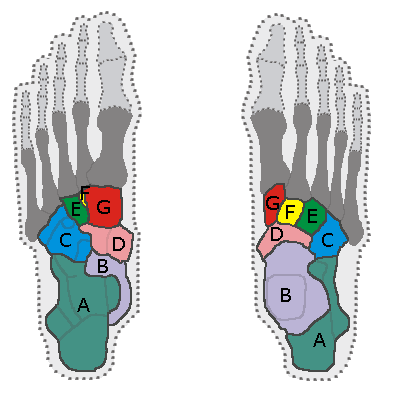
A = استخوان پاشنه، B = قاپ، C = تاسی، D = ناوسان، E = میخی خارجی، F = میخی میانی، G = میخی داخلی

## نگارخانه

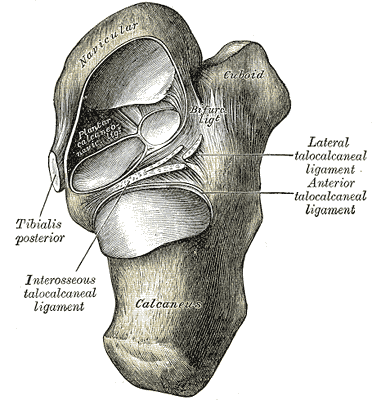
مفاصل تالوکلکانئال و تالوکالکانئوناویکولار با برداشتن تالوس از بالا در معرض دید قرار می‌گیرند.
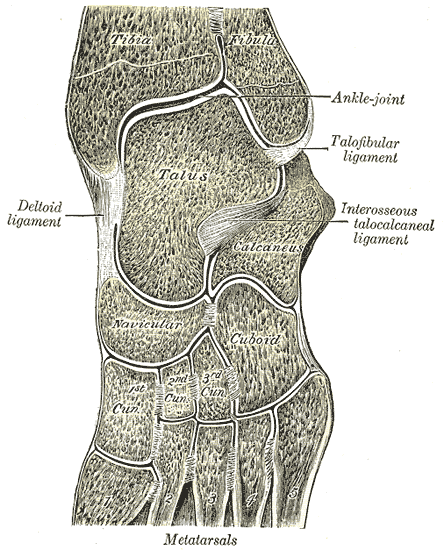
برش مورب مفصل‌های بین تارسوم و تارسوماتارسال چپ که حفره‌های سینوویال را نشان می‌دهد.
Bones of foot